# Abdul Halim af Kedah
Sultan Almu'tasimu Billahi Muhibbuddin Tuanku Alhaj Abdul Halim Mu'adzam Shah Ibni Almarhum Sultan Badlishah (Knight Grand Cross of the Order of the Bath og KStJ) (født 28. november 1927, død 11. september 2017) var den femte og den fjortende Yang di-Pertuan Agong (groft sagt svarende til en konge) af Malaysia fra den 21. september 1970 til den 20. september 1975 og igen fra den 13. december 2011 til den 12. december 2016.

## Ældste konge af Malaysia
Abdul Halim af Kedah er den eneste, der er blevet valgt til konge af Malaysia to gange. Da han blev valgt for anden gang i 2011 var han den ældste, der nogensinde er blevet valgt til konge af Malaysia.

## Sultan af Kedah i over 55 år
I 1958 døde hans far Badlishah af Kedah (26. sultan i 1943 – 1958) og Abdul Halim blev den 27. sultan af Kedah.
I juli 2013 havde Abdul Halim regeret i 55 år. Der er kun tre sultaner, der har regeret over Kedah i længere tid. Det er Abdul Halims farfar Abdul Hamid Halim af Kedah, der regerede i 62 år (1881–1943). Desuden har Sultan Muhammad Jiwa Zainal Adilin II regeret i 68 år (1710–1778), mens Sultan Mudzaffar Shah III regerede i 56 år (1546–1602). Endelig regerede Sultan Ibrahim Shah i 52 år (1321– 1373).  